# Anuário de Fanzines, Zines e Publicações Alternativas
Anuário de Fanzines, Zines e Publicações Alternativas foi uma publicação brasileira criada pela editora independente Ugra Press e editada por Douglas Utescher, dedicada aos fanzines, com destaque para os ligados às histórias em quadrinhos.
Um dos principais objetivos da publicação foi a de criar um catálogo dos fanzines e demais revistas alternativas brasileiras e também entender o perfil da produção. Para atingir esse objetivo, foi aberta uma convocatória para que os produtores de fanzines enviassem suas informações e uma cópia de um exemplar, sem restrição de tema (com exceção de boletins religiosos ou partidários, que não foram aceitos).

## História
A primeira edição do Anuário foi lançada em 11 de fevereiro de 2011 durante o evento Ugra Zine Fest. Com 40 páginas, o livro compilava mais de 120 resenhas de fanzines de todo o Brasil, além de entrevistas com editores, ensaios e matérias sobre o assunto. A tiragem foi limitada a 200 cópias numeradas a mão, com capa impressa artesanalmente. Também foi disponibilizada uma versão digital com download gratuito.
No ano seguinte, o 2ADFZPA: Segundo Anuário de Fanzines, Zines e Publicações Alternativas foi lançado durante o evento Fanzinada, realizado em 15 de setembro em São Paulo. O livrou trouxe 165 resenhas de publicações independentes brasileiras e sul-americanas e também contou com um guia de eventos ligados à comunidade do fanzine, como o Fanzinada, Fanzine Expo e Ugra Zine Fest, entre outros.
A terceira e última edição abriu sua convocatória no final de 2012, dessa vez aberta para todos os países ibero-americanos. O 3DAFZPA: Terceiro Anuário de Fanzines, Zines e Publicações Alternativas teve 76 páginas com 240 resenhas, 29 entrevistas com autores e editores, estatísticas e guias de eventos e acervos e uma história em quadrinhos do artista chileno Asertijo.

## Prêmios e indicações
Em 2013, a segunda edição do Anuário de Fanzines, Zines e Publicações Alternativas foi finalista do Troféu HQ Mix de melhor livro teórico. Em 2015, a terceira edição ganhou o Prêmio Angelo Agostini de melhor fanzine.